# 纪念阿尔弗雷德·诺贝尔经济学奖委员会
纪念阿尔弗雷德·诺贝尔经济学奖委员会（瑞典語：Kommittén för Sveriges Riksbanks pris i ekonomisk vetenskap till Alfred Nobels minne）是推举瑞典中央銀行紀念阿爾弗雷德·諾貝爾經濟學獎的委员会，职能相当于诺贝尔奖委员会。委员会成员由瑞典皇家科学院任命，一般由科学院经济学或相关学部的瑞典籍教授组成，但科学院原则上可以任命任何人进入委员会。创始委员会的两名委员会及后来的委员都和朝圣山学社。委员会没有决定权，因此诺贝尔经济学奖的得主要先由科学院社会科学部进行首轮讨论，再由科学院全体院士表决产生。